# Hoplitis yermasoyiae
Hoplitis yermasoyiae är en biart som först beskrevs av Mavromoustakis 1938.  Hoplitis yermasoyiae ingår i släktet gnagbin, och familjen buksamlarbin.

## Underarter
Arten delas in i följande underarter:
- H. y. asiae
- H. y. corcyraea
- H. y. yermasoyiae